# 澁谷良子
澁谷 良子（しぶや りょうこ、1981年7月22日 - ）は、日本のタレント。本名同じ。

## 来歴
神奈川県横浜市出身。アルバイトのつもりで芸能事務所を訪ねたところ、マネージャーに「芸能向き」と言われたのがきっかけで、マルチタレントを目指して芸能界入り。キャッチフレーズは「スポーツ大好き元気っ子♪みんなのビタミン剤の良子です♪♪」
歌手活動として、「4l（4リットル）」、「pika2（ピカピカ）」の2つのユニット名義でCDをリリースしている（後者ではRyoko名義）。

## 出演

### テレビ番組
- エブナイ（2000年、フジテレビ） - 水曜レギュラー
- ネッとび（2000年、テレビ東京） - レギュラー
- デジ屋台（2003年、TBS）
- GameWave（2002年、テレビ東京）
- グラビアの美少女（MONDO21）

### 映画
- ハート・オブ・ザ・シー ～夢の続きは波音の中に～（2003年、デジタルシネマプロジェクト）

### オリジナルビデオ
- 時空警察ヴェッカー（2001年、レイアップ）- 第3巻・時空刑事マリー役

### CDドラマ
- Remiと良子のミラクルR!（2002年、UNTITLED-MUSIC）

## 音楽

### シングル
pika2名義
1. ウルトラメンゴ!!（2001年）- 『ゴーゴー五つ子ら・ん・ど』前期オープニングテーマ
CW「なつやすみ」は自ら作詞を手がける。
2. 恋のホラーショー（2001年）

### アルバム
4l名義
1. Don't Worry!（2001年）

pika2名義
1. pika2（2002年）